# Cuttino Mobley
Cuttino Rashawn Mobley (1 de setembre de 1975 a Filadèlfia, Pennsilvània) va ser un jugador professional de bàsquet que jugà a equips com els Houston Rockets o Los Angeles Clippers de l'NBA. Es va retirar amb 33 anys després d'un traspàs als New York Knicks, on els metges li detectaren un problema cardíac que li impedia jugar.